# 이날치 (밴드)
이날치는 2019년에 결성된 대한민국의 국악 밴드이다. 얼터너티브 팝 밴드를 표방하며, 판소리를 대중 음악으로 재해석하는 노래를 선보였다.

## 활동 타임라인
| 공개       | 제목                                                                   | 상세                                                             |
| ---------- | ---------------------------------------------------------------------- | ---------------------------------------------------------------- |
| 2021.08.05 | 외교부 & 유네스코 "Live Together Concert" (인종차별금지/다양성 캠페인) | "범 내려온다" 티저 (2021.07.05)                                  |
| 2021.07.03 | MARCOLOCO (스페인어 인터뷰)                                            | Entrevista con LEENALCHI, la banda más hot de Corea              |
| 2021.06.16 | 곡성 장미 축제                                                         | "범 내려온다"                                                    |
| 2021.06.13 | KBS 평화음악회 마음, 잇다                                              | "범 내려온다" "신의 고향"                                        |
| 2021.06.12 | LG 아트센터                                                            | "범 내려온다" "약일레라"                                         |
| 2021.06.08 | 구찌 가옥 (뮤직 비디오)                                                | "GUCCI 家屋" 오프닝 공연 클립 (Dazed, 2021.05.29)                |
| 2021.06.06 | 아침이슬 50년, 김민기 헌정 Vol.1                                       | "교대"                                                           |
| 2021.06.01 | 대한민국 환경부 새활용 의류전 (홍보)                                   | "여보나리" 예고편                                                |
| 2021.05.31 | 대한민국 청와대 새활용 의류전 (공연)                                   | "범 내려온다" "여보나리"                                         |
| 2021.05.28 | SLOVIBE Live                                                           | "여보나리"                                                       |
| 2021.07.02 | 여보나리 뮤직 비디오                                                   | 댄스 버전                                                        |
| 2021.04.19 | 여보나리 뮤직 비디오                                                   | 애니메이션 버전 예고편                                           |
| 2021.04.15 | 경남 도립 미술관                                                       | "신의 고향" "말을 허라니 허오리다" "약성가"                      |
| 2021.04.11 | 오프닝 시리즈 축하 KIA타이거즈                                         | "여보나리" "별주부가" "범 내려온다"                              |
| 2021.04.05 | 에스콰이어                                                             | "여보나리"                                                       |
| 2021.04.02 | 에스콰이어                                                             | 인터뷰                                                           |
| 2021.04.24 | 오케이 광자매 OST Part.1                                               | "의심"                                                           |
| 2021.03.28 | 오케이 광자매 OST Part.1                                               | "광자매 납신다" 예고편                                           |
| 2021.03.22 | 서울 패션위크 오프닝 tvND 인터뷰                                       | 전체방송 "별주부가 여짜오되" "범 내려온다" 인터뷰                |
| 2021.03.14 | 배틀 그라운드, 진조크루 스페셜 스테이지                                | "범 내려온다"                                                    |
| 2021.03.12 | "용왕님, 방사성 오염수 막아주소" <후쿠시마 오염수 (그린피스)>          | 뮤직 비디오 비하인드 보도자료                                    |
| 2021.03.12 | TBS 라디오 김어준의 뉴스공장                                           | 전체방송 "여보나리" "어류도감"                                   |
| 2021.03.10 | TBS 라디오 배칠수, 박희진의 9595 쇼                                    | 전체방송                                                         |
| 2021.03.08 | 스타in터뷰                                                             | 인터뷰                                                           |
| 2021.03.05 | SBS 라디오 허지웅 쇼                                                   | 전체방송 "범 내려온다" "여보나리" "말을 허라니 허오리다"         |
| 2021.03.05 | CBS 라디오 김종대의 뉴스업                                             | 전체방송 "여보나리" "범 내려온다" "어류도감"                     |
| 2021.03.04 | Arirang Radio "Sound K"                                                | 전체방송 "범 내려온다" "여보나리" "약일레라"                     |
| 2021.02.19 | KBS 라디오 오태훈의 시사본부                                           | 전체방송                                                         |
| 2021.02.17 | MBC 라디오 정오의 희망곡 김신영                                        | 전체방송 "여보나리" "범 내려온다"                                |
| 2021.02.12 | Arirang TV "Documentary A"                                             | 전체방송                                                         |
| 2021.09.22 | KBS 쿨FM "STATION Z"                                                   | "범 내려온다"                                                    |
| 2021.02.12 | TBS 라디오 최일구의 허리케인                                           | 전체방송 "범 내려온다" "여보나리" "좌우나졸" "별주부가 여짜오되" |
| 2021.03.29 | 핫한영월                                                               | 범 내려온다                                                      |
| 2021.03.24 | 핫한영월                                                               | 약성가                                                           |
| 2021.03.17 | 핫한영월                                                               | 신의 고향                                                        |
| 2021.02.05 | 핫한영월                                                               | 일개한퇴                                                         |
| 2021.01.16 | 삼성 갤럭시 언팩 행사                                                  | "Over the Horizon" 뮤직 비디오                                   |
| 2020.10.05 | OBS TV 특집다큐 샌프란시스코 부평                                      | "범 내려온다" 장영규 인터뷰                                      |
| 2020.09.06 | 페스티벌 목목 (木木)                                                   | "범 내려온다"                                                    |
| 2020.09.02 | Noblesse Noblesse TV 노블레스 티비                                     | "범 내려온다" "호랑이 뒷다리" 인터뷰 기사                        |

## 결성 배경
이날치의 시작은 2018년 11월 국립아시아문화전당에서 수궁가를 재해석한 애니메이션 음악극 《드라곤 킹》으로 거슬러 올라간다. 장영규 음악감독과 다섯 소리꾼은 이 공연으로 함께 만났고, 이 작업의 성과에 힘입어 프로젝트 팀을 결성했고, 이철희, 정중엽이 밴드로 들어오면서 2019년 초부터 이날치는 활동을 시작했다. 장영규는 경기민요를 록으로 재해석한 씽씽(해체됨)의 멤버였으며, 정중엽은 역시 비슷한 시기에 해체된 장기하와 얼굴들의 베이스였다. 판소리 소리꾼 권송희, 박수범, 신유진, 안이호, 이나래가 보컬을 하며. 드럼은 씽씽부터 장영규와 함께 한 이철희다.
이날치라는 이름은 조선 시기 판소리 명창 이날치를 오마주한 것이다. 판소리 명창 이날치는 광대 출신의 소리꾼으로 서편제를 발전시킨 명창이라는 평을 받는다. 조선 말 흥선대원군 앞에서 소리를 하여 유명세를 얻었다.
장영규는 어어부 프로젝트에서 씽씽을 거쳐 이날치를 결성한 것에 대해 사람 사이의 인연에 따라 결성하다 보니 그렇게 된 것이라면서도 씽씽에서 시장의 가능성을 확인하였기 때문에 이날치의 결성을 주도하였다고 밝혔다. 전통적인 판소리 공연과는 결이 다른 공연을 펼치게 된 보컬들은 "국악의 세계화"와 같은 거창한 명분을 경계하면서 그저 홍대 클럽에서 함께 즐길 수 있는 음악이길 원한다. 보컬 안이호는 판소리 역시 시대적 상황에 변화를 맞을 수 밖에 없다면서 갓쓰고 도포 입고 하는 전통적 공연도 조선 후기의 판소리와는 다른 21세기의 판소리이며 자신들도 앞을 쉽게 알 수 없는 불안정한 상황 속에서 21세기의 판소리를 하는 것이라고 밝혔다. 판소리가 대중 시장에서는 없다시피 한 상황에서 새로운 돌파구를 찾아보자는 시도인 셈이다. 안이호는 언론 인터뷰에서 “음악 하면서 공무원(국공립단체 소속 단원)을 꿈꾸는 게 아니라, 평범할 일상을 영위할 수 있는 사람들이 많아졌으면 좋겠다.”고 말한 바 있다.

## 현재 구성원
- 장영규 - 베이스
- 정중엽 - 베이스
- 이철희 - 드럼
- 이용진 - 드럼
- 권송희 - 보컬
- 안이호 - 보컬

### 세션 구성원
- 박준철 - 베이스

### 탈퇴한 구성원
- 박수범 - 보컬
- 신유진 - 보컬
- 이나래 - 보컬

## 공연
홍대 클럽에서 공연을 처음 시작했다. 《수궁가》 중의 일부를 가사로 하여 춤을 즐길 수 있는 클럽 음악의 특성에 맞추어 얼터너티브 팝으로 편곡하였다. 2019년 5월 이태원 현대카드 언더스테이지에서 첫 단독공연 《들썩들썩 수궁가》를 열었고 이후 서울인기페스티벌, 잔다리페스타 등에 출연하였다.
온라인 공연으로는 네이버 문화재단의 유튜브 채널인 온스테이지에 올린 〈범 내려온다〉는 별다른 홍보 없이도 2020년 1월 초 70만 건의 조회를 기록했다. 2020년 8월 9일의 조회수는 219만여 건이다. 온스테이지의 〈범 내려온다〉에는 앰비규어스 댄스 컴퍼니가 안무를 맡아 "힙하다"는 평을 받았다.
2020년에도 공연을 이어갈 계획이었으나 코로나19 사태 때문에 국립극장의 오프라인 공연이 취소되었고, 온라인 형태의 공연과 방송 출연만을 하고 있다.

## 음악
베이스 기타 둘과 드럼만으로 구성한 것은 서양 음악과 동양 음악의 크로스오버에서 흔히 화성 악기를 사용하는 것과는 다른 리듬을 강조하는 타악기의 느낌을 강조하기 위한 것이다. 베이스를 둘로 두고 보컬을 여럿 둔 것도 서로 주고 받는 전통적인 음악 양식을 현대적으로 구현하기 위한 의도이다.
2020년 5월 29일 첫 앨범 《수궁가》를 LP로 발표했다. 앨범에 수록된 노래는 모두 10곡으로 다음과 같다.
- 어류도감 - 수궁가 중 수궁 신하들이 용왕을 배알하는 장면을 재해석한 곡[31]
- 좌우나졸 - 수궁에 도착한 토끼를 나졸들이 애워싸고 잡는 장면을 재해석한 곡[32]
- 범 내려온다 - 별주부가 세상에 나와 호랑이를 만나는 장면을 재해석한 곡[33]
- 별주부가 울며 여짜오되 - 토끼를 놓아주라는 용왕의 말에 별주부가 당장 토끼의 배를 갈라보자며 만류하는 장면을 재해석한 곡[34]
- 일개 한퇴 - 별주부가 토끼의 빈궁한 팔자를 지적하는 장면을 재해석한 곡[35]
- 호랑이 뒷다리 - 별주부가 호랑이에게 잡혀먹힐 위기에 오히려 덤벼들어 호랑이를 쫓는 장면을 재해석한 곡[36]
- 신의 고향 - 방게가 자신의 고향이 세상이라며 토끼를 잡아오겠다 말하는 장면을 재해석한 곡[37]
- 약성가 - 도사가 용왕의 맥을 짚고 약과 침구를 써 고치려 하나 병이 점점 위중해 지는 장면을 재해석한 곡[38]
- 의사줌치 - 수궁가의 마지막 대목으로 토끼가 수궁에서 살아 나와 집으로 향하다 독수리에게 붙잡히자 자신이 수궁에서 무엇이든 원하는 것이 나오는 주머니인 의사줌치를 가져왔다고 속이고 토끼 구멍으로 들어가는 장면을 재해석한 곡.[39]
- 말을 허라니, 허오리다 - 토끼가 자신의 간을 세상에 두고 왔다고 용왕을 속이는 장면을 재해석한 곡[40]

앨범과 공연의 그래픽 디자인은 오래오스튜디오가 맡았다.
2021.02.03 "약일레라" 및 신곡 "여보나리"를 포함하여 총 12곡으로 구성된, 완전체 《수궁가》를 CD로 발매했다.
- 약일레라 - 용궁에 도착한 토끼를 위해 벌어진 용궁 잔치에서 일어나는 이야기 대목이다.[41]
- 여보나리 - 토끼의 간을 찾아 육지로 가야 하는 별주부가 아내에게 작별을 고하는 장면이다.[42]

2021.03.28 드라마 오케이 광자매의 OST "광자매 납신다"의 음원을 발매했다.
- 광자매 납신다 - '춘향가' 가운데 변학도가 분을 내어 춘향을 잡아 내리는 대목인 '신연맞이' 의 일부와 '심청가' 가운데 심봉사 물에 빠지는 대목의 일부를 차용해 이날치만의 스타일로 재구성해 탄생한 '오케이 광자매' 맞춤형 OST다.[43]

## 수상 목록
- 2021년 제30회 《하이원 서울가요대상》 밴드상

## 같이 보기
- 판소리